# Huis te Lande (Rijswijk)
Huis te Lande is een buurt in de wijk Te Werve in de Nederlandse plaats Rijswijk (Zuid-Holland). De buurt wordt begrensd door de Van Vredenburchweg in het noorden, Huis te Landelaan in het oosten, de spoorlijn Den Haag-Delft in het westen en de Generaal Spoorlaan in het zuiden. 
De buurt is vernoemd naar ‘Huis te Lande’: een villa en tuinbouwschool voor meisjes. De bebouwing bestaat uit flatgebouwen van vijf verdiepingen en eengezinswoningen. De eerste bebouwing vond plaats in 1960.